# Фольмер, Эдуард Яковлевич
Эдуард Яковлевич Фольмер (23 февраля 1933 — 23 апреля 2009) — звеньевой по откорму свиней совхоза «Ново-Романовский» Юргинского района Кемеровской области. Герой Социалистического Труда (1971).

## Биография
Родился 23 февраля 1933 года в селении Мариенталь ныне – село Раздольное Кущёвского района Краснодарского края. Немец.
В октябре 1941 года семья Фольмер как и всё немецкое население колонии Мариенталь была депортирована в Сибирь и обосновалась в селе Верх-Тайменка Юргинского района Кемеровской области.
В Великую Отечественную войну с 1942 года начал трудовую деятельность 9-летним подростком, пас скот. С 1950 года работал скотником по откорму свиней в местном колхозе «Новый мир», позже реорганизованный в совхоз «Ново-Романовский». Вскоре ему доверили звено по откорму свиней. Его звено добивалось отличных результатов. 
Неоднократно участвовал в Выставке достижений народного хозяйства (ВДНХ) СССР, по итогам работы в 7-й семилетке (1959-1965) был награждён орденом «Знак Почёта», а в 1968 году ему присвоено почётное звание «Мастер-животновод».
Указом Президиума Верховного Совета СССР от 8 апреля 1971 года за выдающиеся успехи, достигнутые в развитии сельскохозяйственного производства и выполнении пятилетнего плана продажи государству продуктов земледелия и животноводства, Фольмеру Эдуарду Яковлевичу присвоено звание Героя Социалистического Труда с вручением ордена Ленина и золотой медали «Серп и Молот».
В связи с разукрупнением совхоза «Новоромановский» с 1982 года продолжал работать свинарём в совхозе «Тайменский».
Его трудовой стаж в животноводстве составил 46 лет.
Неоднократно избирался депутатом Юргинского районного Совета народных депутатов. Проживал в селе Верх-Тайменка Юргинского района. 
Скончался 23 апреля 2009 года. Похоронен в Юргинском районе Кемеровской области России.

## Награды
- Золотая медаль «Серп и Молот» (08.04.1971);
- орден Ленина (08.04.1971)
- орден «Знак Почёта» (08.04.1971)
- Медаль «В ознаменование 100-летия со дня рождения Владимира Ильича Ленина»
- Медаль «За доблестный труд в Великой Отечественной войне 1941—1945 гг.»
- Медаль «За трудовое отличие»
- медалями ВДНХ СССР (1967)
- региональной наградой - медалью "За особый вклад в развитие Кузбасса" 2-й степени (08.01.2003)
- и другими
- Отмечена дипломами и почётными грамотами.
- Почётный гражданин Юргинского района (26.01.2001).